# Moritz Zudrell
Moritz Zudrell (3 luglio 2005) è uno sciatore alpino austriaco.

## Biografia
Specialista delle prove tecniche attivo dal novembre del 2021, Zudrell ha esordito in Coppa del Mondo il 14 gennaio 2024 a Wengen in slalom speciale, senza completare la prova, e successivi ai Mondiali juniores di Alta Savoia 2024 ha vinto la medaglia d'argento nello slalom speciale e quella di bronzo nella combinata a squadre; ha debuttato in Coppa Europa il 5 febbraio dello stesso anno a Gstaad in slalom speciale, senza completare la prova; non ha preso parte a rassegne olimpiche o iridate.

## Palmarès

### Mondiali juniores
- 2 medaglie:
  - 1 argento (slalom speciale ad Alta Savoia 2024)
  - 1 bronzo (combinata a squadre ad Alta Savoia 2024)

### Coppa Europa
- Miglior piazzamento in classifica generale: 116º nel 2025